# العلاقات الجورجية القرغيزستانية
العلاقات الجورجية القيرغيزستانية هي العلاقات الثنائية التي تجمع بين جورجيا وقيرغيزستان.

## مقارنة بين البلدين
هذه مقارنة عامة ومرجعية للدولتين:
| وجه المقارنة                                              | جورجيا                          | قيرغيزستان                      |
| --------------------------------------------------------- | ------------------------------- | ------------------------------- |
| المساحة (كم2)                                             | 69.70 ألف                       | 199.95 ألف                      |
| عدد السكان (نسمة)                                         | 3.72 مليون                      | 6.20 مليون                      |
| الكثافة السكانية (ن./كم²)                                 | 53.37                           | 31.01                           |
| العاصمة                                                   | تبليسي، كوتايسي                 | بيشكك                           |
| اللغة الرسمية                                             | اللغة الجورجية، اللغة الأبخازية | اللغة الروسية، اللغة القيرغيزية |
| العملة                                                    | لاري جورجي                      | سوم قيرغيزستاني                 |
| الناتج المحلي الإجمالي (بليون دولار)                      | 15.16 مليار                     | 7.56 مليار                      |
| الناتج المحلي الإجمالي (تعادل القوة الشرائية) بليون دولار | 35.68 مليار                     | 20.45 مليار                     |
| الناتج المحلي الإجمالي الاسمي للفرد دولار أمريكي          | 3.79 ألف                        | 1.10 ألف                        |
| الناتج المحلي الإجمالي للفرد دولار أمريكي                 |                                 |                                 |
| مؤشر التنمية البشرية                                      | 0.754                           | 0.655                           |
| رمز المكالمات الدولي                                      | +995                            | +996                            |
| رمز الإنترنت                                              | .ge، .გე ‏                       | .kg                             |
| المنطقة الزمنية                                           | ت ع م+04:00                     | ت ع م+06:00                     |

## منظمات دولية مشتركة
يشترك البلدان في عضوية مجموعة من المنظمات الدولية، منها:
| علم المنظمة | اسم المنظمة                    | تاريخ انضمام جورجيا | تاريخ انضمام قيرغيزستان |
| ----------- | ------------------------------ | ------------------- | ----------------------- |
|             | يونسكو                         | 7 أكتوبر 1992       | 2 يونيو 1992            |
|             | اتفاقية السماوات المفتوحة      | ?                   | ?                       |
|             | مؤسسة التمويل الدولية          | 29 يونيو 1995       | 11 فبراير 1993          |
|             | مؤسسة التنمية الدولية          | 31 أغسطس 1993       | 24 سبتمبر 1992          |
|             | منظمة التجارة العالمية         | 14 يونيو 2000       | ?                       |
|             | منظمة الأمن والتعاون في أوروبا | 24 مارس 1992        | 30 يناير 1992           |
|             | الاتحاد البريدي العالمي        | ?                   | ?                       |
|             | الاتحاد الدولي للاتصالات       | 7 يناير 1993        | 20 يناير 1994           |
|             | الأمم المتحدة                  | 31 يوليو 1992       | 2 مارس 1992             |
|             | البنك الدولي للإنشاء والتعمير  | 7 أغسطس 1992        | 18 سبتمبر 1992          |

## وصلات خارجية
- موقع وزارة الخارجية الجورجية